# الهادي عبد الفتاح الشريف
الهادي عبد الفتاح يوسف الشريف (يونيو/1938-ديسمبر1986 م) العمر (48 عام) ، سياسى واديب سودانى من الشخصيات التي كان لها اثر في مسيرة جماعة الإخوان المسلمين في السودان منذ ستينيات القرن الماضي.

## المولد والنشأة
ولد في منتصف عام 1938م في مدينة ود مدني بوسط السودان في أسرة غلب عليها طابع التصوف، فجده الأكبر الشريف عيسى الغدة من مشايخ الصوفية في السودان ومؤسس قرية ود الهندي بمنطقة جنوب ولاية الجزيرة، أما جده لأمه فهو الشيخ محمد الأمين بن الشيخ مدني خليفة الشيخ محمد مدنى السنى مؤسس مدينة ود مدني من كبار مشايخ السودان.

## المراحل الدراسية
بدأ الأستاذ الهادي تعليمه الأولى في منتصف الاربعينيات بمدرسة النهر الأولية بود مدني ثم انتقل إلى الأهلية الوسطى عام 1948م وكان ترتيبه الأول على زملائه.
عند اكماله دراسة المرحلة الوسطى قرر والداه ان يكمل تعليمه خارج البلاد فسافر إلى مصر في الخامسة عشر من عمره بعد عام على قيام ثورة 23 يوليو أو ما يعرف ب تنظيم الضباط الأحرار لينتسب إلى الأزهر الشريف قبلة انظار الطلاب في العالم العربي والإسلامي، فأكمل به دراسة المرحلة الثانوية وبعد اربع سنوات تحصل على بكالوريوس الآداب قسم اللغة العربية من جامعة القاهرة في العام 1962م.

## الالتحاق بجماعة الاخوان المسلمين
أثناء فترة دراسته بالأزهر الشريف وكذلك فترة الجامعة (1953-1962م) تفتق ذهنه على كيفية رؤيته للإسلام على أسس صحيحة ومناهج قويمة، وفى الفترة التي تلت الحرب العالمية الثانية ازدادت الأوضاع السياسية والاجتماعية في مصر سوءا وكانت اوضح الجماعات حركة وانتشارا آنذاك هي جماعة الاخوان المسلمين التي أسسها الشيخ حسن البنا في أوائل عام 1928م، فأخذت تجذب بدعوتها طلاب العلم من الجامعات وغيرها وجميع المثقفين والوطنيين، ونظرا للبيئة التي نشأ بها الأستاذ فقد وضح ميله لهذه الجماعة بدا متأثرا بدعوتها وافكارها ومبادئها ونضالها في فلسطين ووقوفها في وجه الاستعمار فانضم اليها في مطلع الخمسينيات وكان من الذين التقوا الشيخ حسن الهضيبي المرشد العام لجماعة الاخوان المسلمين في تلك الفترة، وكذلك الشهيد سيد قطب أحد ابرز الأدباء والمنظرين الإسلاميين في العصر الحديث والذي أعدمه الرئيس جمال عبد الناصر فيما عرف ب المحاكمات العسكرية للإخوان المسلمين في العام 1966م.

## العودة إلى الوطن
عاد الأستاذ الهادي إلى السودان بعد تخرجه من الجامعة في مطلع الستينيات فعين معلما بوزارة التربية والتوجيه ومنها بدأ مسيرته التعليمية مدرسا للغة العربية والعلوم الإسلامية بالمدارس الثانوية بمدينة ود مدني ثم معلما بمدرسة حنتوب الثانوية ثم جامعة بخت الرضا بالدويم ثم انتقل إلى كلية المعلمات ب أم درمان ثم تنقل في مناطق عديدة داخل السودان ومنذ الستينيات ظل يعمل بالتعليم إلى اواخر حياته.

## العمل السياسى
كانت عودة الشريف الهادي إلى السودان في اواخر فترة الحكم العسكرى الأول أو ما يعرف ب الديكتاتورية الأولى فاندفع بقوة مشاركا في الثورة الشعبية التي قامت ضد العسكر واطاحت بحكم الفريق إبراهيم عبود في أكتوبر 1964م والتي فتحت الطريق امام الديمقراطية مرة ثانية، فمنذ عودته أخذ يبث فكر الجماعة ويدعو اليه فكان من الكوادر النشطة للحركة عن طريق عقد الاجتماعات والندوات بود مدني واتسعت دائرتها بعد الانتخابات التي تلت الثورة رغم ان الجماعة خاضت تلك الانتخابات تحت اسم جبهة الميثاق الاسلامى بقيادة حسن الترابي ولم تفز فيها الا بسبعة فقط من مقاعد البرلمان آنذاك، وكذلك ازداد توسعها بعد المصالحة الوطنية في العام 1977م التي بموجبها تم الاتفاق بين الحكومة متمثلة في حزب الاتحاد الاشتراكى بقيادة الرئيس جعفر النميري وبين بعض احزاب المعارضة مثل حزب الأمة (السودان) بقيادة السيد الصادق المهدي والحزب الاتحادي الديمقراطي حسين الهندي، وعندما اندلعت الثورة الشعبية الثانية في ابريل 1985م التي اطاحت بالرئيس جعفر النميري دعا الشريف الهادي مؤيدا زوال نظام مايو أو ما يعرف ب الديكتاتورية الثانية ومساندا قيام انتخابات حرة تحقق الديموقراطية المنشودة للبلاد.

## الحس الأدبي
ظهر حب الأستاذ للغة العربية في مراحل سابقة من حياته الشئ الذي جعله يتخذ من دراستها هدفا يصبو اليه ونظرا للبيئة التي نشأ بها فهو متأثر بالمديح النبوي بدءا بمديح الأشراف فقرأ مدائح يوسف الهندي وأيضا مدائح السادة المدنيين وكذلك مشايخ العركيين بابى حراز الذين تربطه بهم علاقة النسب فأعجب بقصائد الشيخ عبد الله محمد يونس التي جمعت في «الدر النظيم في مدح النبى العظيم» وغيرها، كما قرأ الأدب الجاهلي والمعلقات والأدب العباسي فأعجبه أبو تمام والمتنبي وكان يرى فيه ما كان يراه المتنبئ في نفسه عندما قال (انا الذي نظر الاعمى إلى ادبى واسمعت كلماتى من به صمم) ، كما اعجب أيضا ب أحمد شوقي وكان يرى ان شوقي قد تلمس خطى المتنبئ في كثير من الأحيان في صياغة شعره ومدحه للخديوى وانزوائه عن عامة الشعب فترة من حياته، وفي السودان تأثر بشعراء التجديد مثل محمد المهدي المجذوب فجاءت ابياته على نهج الشعر العمودى لا تخلو من رصانة.

## أسرته
تزوج الشريف الهادي من الأستاذة اقبال حامد الحاج عمر من اسرة الحاج عمر بأم سنط جنوب ود مدني والتي تنتمى إلى فرع الجابراب أحد فروع الجعليين (عينت بمنتصف السبعينيات بوزارة التربية والتعليم معلمة للغة العربية والعلوم الإسلامية بالمدارس) له من الأبناء المهندس محمد ولمياء.

## وفاته
توفي صباح السادس والعشرين من ديسمبر للعام 1986م بمدينة ود مدني إثر علة صدرية لم تمهله طويلا عن عمر يبلغ 48 عام، ودفن بنسيم الجنة.